# Skrufs glasbruk

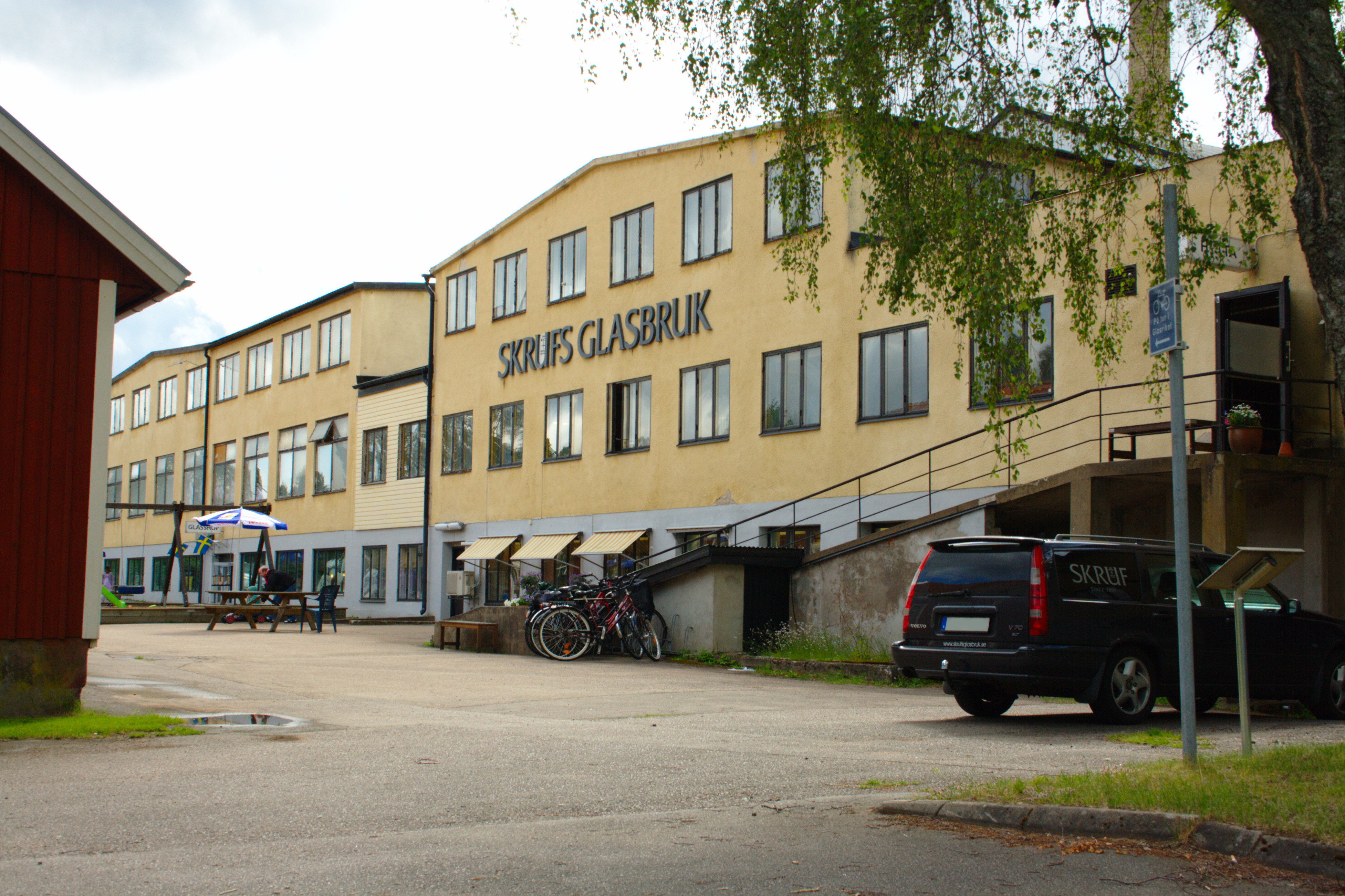
Skrufs glasbruk i juli 2012

Skrufs glasbruk är ett glasbruk i Skruv i Lessebo kommun.
Bruket anlades 1897. Produktionen har främst bestått av servis- och prydnadsglas i kali- och helkristallmassa. Glasbruket hade 1978 omkring 100 anställda.
Glasbruket lades ned 1981 men övertogs då av fyra glasarbetare som drev verksamheter vidare i hantverksmässiga former.
Bland kända konstnärer/formgivare verksamma vid glasbruket märks:
- Bengt Edenfalk (1953-)
- Lars Hellsten (1964-)
- Marianne Westman (1972-1977)
- Ingegerd Råman